# تعیین جنسیت
تعیین جنسیت (به انگلیسی: Sexing) فرایند تعیین جنسیت یک جانور است. از طریق تعیین جنسیت، زیست‌شناسان و کارگران کشاورزی جنسیت دام و دیگر جانورانی را که با آنها کار می‌کنند تعیین می‌کنند. تجارت تخصصی جنسیت جوجه از اهمیت ویژه‌ای در صنعت ماکیان برخوردار است.
تعیین جنسیت پستانداران را اغلب می‌توان با استفاده از ویژگی‌های دوریختی جنسی تعیین کرد. تعیین جنسیت فیزیکی کمکی در مهره‌داران دارای پارگین (مانند پرندگان، خزندگان یا دوزیستان) زمانی که هیچ دودیسی جنسی خارجی وجود ندارد، مرتبط است. در دام‌پزشکی از فیبروسکوپی با بیهوشی عمومی در پرندگانی مانند طوطی استفاده می‌شود.
تعیین جنسیت مولکولی مجموعه‌ای از تکنیک‌هایی است که از دی‌ان‌ای برای تعیین جنسیت در گونه‌های وحشی یا اهلی (مطالعات جمعیت، کشاورزی، ژنتیک) یا انسان (باستان‌شناسی، پزشکی قانونی) استفاده می‌کند. نشانگرهایی که معمولاً مورد استفاده قرار می‌گیرند، عبارتند از: amelogenin, SRY و ZFX / ZFY. تکنیک‌های مختلفی با استفاده از دودیسی اندازه محصول واکنش زنجیره‌ای پلیمراز ساده، حضور/غیاب، دوشکلی محدود یا حتی توالی‌یابی توسعه داده شده‌اند.